# Ртуть
| 80          | Ртуть |
| Hg200,592   |       |
| 4f145d106s2 |       |

Ртуть (Hg, от лат. Hydrargyrum) — элемент шестого периода периодической системы химических элементов Д. И. Менделеева с атомным номером 80, относящийся к подгруппе цинка, 12-й группе (по устаревшей классификации — побочной подгруппе II группы). Простое вещество ртуть — переходный металл, при комнатной температуре представляющий собой тяжёлую серебристо-белую жидкость, пары которой чрезвычайно ядовиты, контаминант. Ртуть — один из двух химических элементов (и единственный металл), простые вещества которых при нормальных условиях находятся в жидком агрегатном состоянии (второй такой элемент — бром).

## История

Астрономический символ планеты Меркурий

Ртуть — один из семи металлов, известных с древнейших времён. Нередко её находили в самородном виде (жидкие капли на горных породах), но чаще получали обжигом её основного минерала — киновари. Киноварная краска применялась на территории современной Турции с 8 тыс. лет до н. э., киноварные месторождения юго-восточных провинций современного Китая разрабатывались с 4 тыс. лет до н. э. В древнем Египте киноварь и металлическую ртуть использовали с 3-го тысячелетия до н. э., в древней Индии — с 1—2 тысячелетий до н. э. В Египте был найден сосуд с ртутью, датированный XV−XVI веками до н. э. В Египте, Месопотамии и Китае был известен способ получения ртути из киновари при помощи меди и уксуса. В VII веке до н. э. ассирийские ремесленники применяли ртуть для золочения металлических поверхностей (амальгамирование). Амальгамирование было известно древним грекам и римлянам, они знали и о токсичности самой ртути и её соединений, в частности сулемы. Ртуть и киноварь упоминаются в «Естественной истории» Плиния Старшего.
В надписях во дворце древнеперсидских царей Ахеменидов (VI—IV века до н. э.) в Сузах упоминается, что ртутную киноварь доставляли сюда с Зеравшанских гор и использовали в качестве краски.
На протяжении многих столетий в Европе основным и единственным месторождением ртути был Альмаден в Испании. В Новое время с ним стала конкурировать Идрия во владениях Габсбургов (современная Словения). Там же появилась первая лечебница для поражённых отравлением парами ртути рудокопов.
С XV века ртуть применялась в качестве лекарственного средства, в 1530 году её медицинское применение описал Парацельс. С XVI века ртуть применялась в Мексике для извлечения серебра из руды, а извлечение золота ртутью известно издревле.
Составной частью всех металлов ртуть стал считать арабский алхимик Джабир (Гебер) в IX веке. Алхимики также полагали, что если жидкой ртути возвратить твёрдость при помощи серы или мышьяка, то получится золото. Выделение ртути в чистом виде было описано шведским химиком Георгом Брандтом в 1735 году. Для представления элемента как у алхимиков, так и в настоящее время используется символ планеты Меркурий: название планеты алхимиками широко использовалось метонимией ртути (иногда как двойной меркурий). 
Твёрдая ртуть впервые была получена российскими учеными Ломоносовым и Брауном, которые 24 декабря 1759 года благодаря державшимся две недели сорокаградусным морозам смогли заморозить ртуть и установить её металлические свойства в твёрдом состоянии: ковкость, электропроводность и др.; было показано, что ртуть и в жидком, и в твёрдом состоянии проводит электрический ток.

### Происхождение названия
Русское название ртути происходит от праслав. *rьtǫtь, связанного с лит. rìsti «катиться».
В 350 году до нашей эры Аристотель назвал ртуть «жидким серебром» (хютос аргюрон), в I веке н. э. Диоскорид называет её «серебряной водой» (хюдраргюрон). Латинское название hydrargyrum впервые встречается у Плиния, и химический знак Hg происходит от него.
Из-за легкоподвижности капелек ртути на гладкой поверхности алхимики называли её меркурием в честь греко-римского бога Гермеса (Меркурия) — быстро перемещающегося вестника богов.

## Нахождение в природе
Ртуть — относительно редкий элемент в земной коре со средней концентрацией 83 мг/т. Однако ввиду того, что ртуть слабо связывается химически с наиболее распространёнными в земной коре элементами, ртутные руды могут быть очень концентрированными по сравнению с обычными породами. Основная форма нахождения ртути в природе — рассеянная, и только 0,02 % её заключено в месторождениях. Содержание ртути в различных типах изверженных пород близки между собой (около 100 мг/т). Из осадочных пород максимальные концентрации ртути установлены в глинистых сланцах (до 200 мг/т). В водах Мирового океана содержание ртути — 0,1 мкг/л. Важнейшей геохимической особенностью ртути является то, что среди других халькофильных элементов она обладает самым высоким потенциалом ионизации. Это определяет такие свойства ртути, как способность восстанавливаться до атомарной формы (самородной ртути), значительную химическую стойкость к кислороду и кислотам.
Ртуть присутствует в большинстве сульфидных минералов. Особенно высокие её содержания (до тысячных и сотых долей процента) устанавливаются в блёклых рудах, антимонитах, сфалеритах и реальгарах. Близость ионных радиусов двухвалентной ртути и кальция, одновалентной ртути и бария определяет их изоморфизм во флюоритах и баритах. В киновари и метациннабарите сера иногда замещается селеном или теллуром; содержание селена часто составляет сотые и десятые доли процента. Известны крайне редкие селениды ртути — тиманит (HgSe) и онофрит (смесь тиманита и сфалерита).
Ртуть является одним из наиболее чувствительных индикаторов скрытого оруденения не только ртутных, но и различных сульфидных месторождений, поэтому ореолы ртути обычно выявляются над всеми скрытыми сульфидными залежами и вдоль дорудных разрывных нарушений. Эта особенность, а также незначительное содержание ртути в породах, объясняются высокой упругостью паров ртути, возрастающей с увеличением температуры и определяющей высокую миграцию этого элемента в газовой фазе.

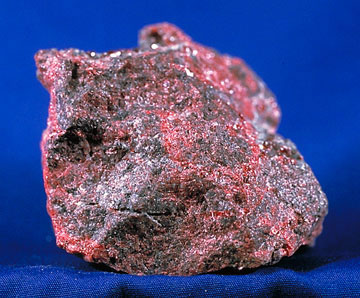
Киноварь

В обычных условиях киноварь и металлическая ртуть не растворимы в воде, но в присутствии некоторых веществ (Fe2(SO4)3, озон, пероксид водорода) растворимость в воде этих минералов достигает десятков мг/л. Особенно хорошо растворяется ртуть в сульфидах щелочных металлов с образованием, например, комплекса HgS•nNa2S. Ртуть легко сорбируется глинами, гидроксидами железа и марганца, глинистыми сланцами и углями.
В природе известно около 20 минералов ртути, но главное промышленное значение имеет киноварь HgS (86,2 % Hg). В редких случаях предметом добычи является самородная ртуть, метациннабарит HgS и блёклая руда (до 17 % Hg). На единственном месторождении Гуитцуко (Мексика) главным рудным минералом является ливингстонит HgSb4S7. В зоне окисления ртутных месторождений образуются вторичные минералы ртути. К ним относятся, прежде всего, самородная ртуть, реже метациннабарит, отличающиеся от таких же первичных минералов большей чистотой состава. Относительно распространена каломель Hg2Cl2. На месторождении Терлингуа (Техас) распространены и другие гипергенные галоидные соединения — терлингуаит Hg2ClO, эглестонит Hg6Cl4O (по другим данным Hg6OCl3(OH), Hg6HCl3O2).

### Месторождения и добыча

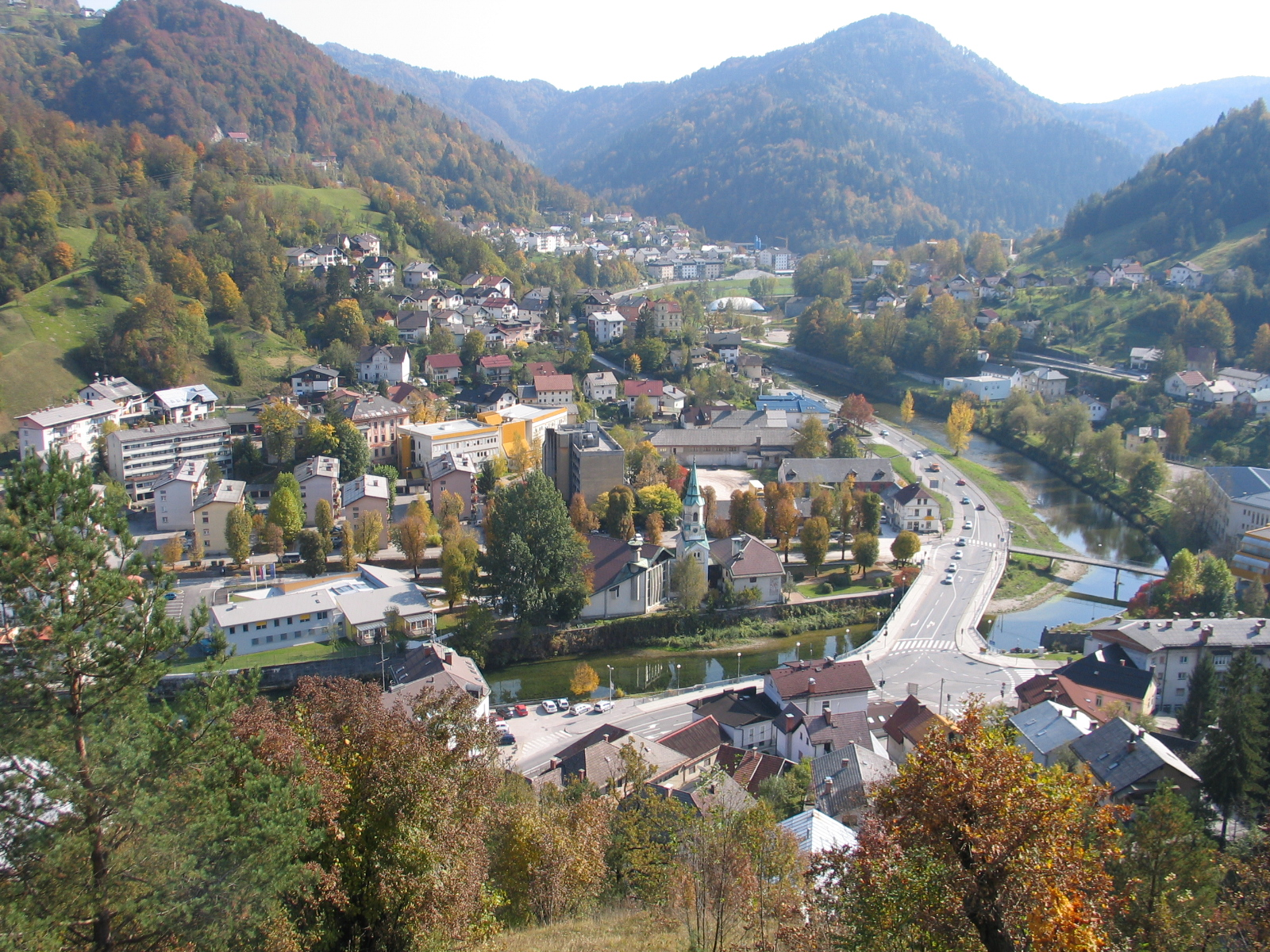
Словенский город Идрия — крупнейший в Европе центр добычи ртути с XV века

Ртуть считается редким металлом. Среднее содержание в земной коре — 0,08 миллионной доли, но в рудных месторождениях ртуть уже сконцентрирована в десятки тысяч раз: наибольшее содержание доходит до 2,5 %, 0,1 % руды считаются бедными. Часто ртутные месторождения связаны с вулканической активностью.
Одно из крупнейших в мире ртутных месторождений находится в Испании (Альмаден), которое наряду с рудниками Словении (Идрия), Италии, США и Мексике было закрыто из-за выработки или падения цен на ртуть. Цены на ртуть были весьма волатильны, в 2006 году они составляли $650 за стандартную в индустрии упаковку 76 фунтов (34 кг). В 2012 году ЮНЕСКО объявило промышленную инфраструктуру Альмадена и Идрии памятником Всемирного наследия человечества.
Китай является крупнейшим в мире производителем ртути, на долю него в 2012 году приходилось более 72 % мирового объёма производства. Другими крупнейшими производителями ртути являются Кыргызстан, Чили, Россия и Перу. Наибольшими запасами ртути располагает Мексика.
В Российской Империи добыча киновари в незначительных количествах начата в 1759 году на Ильдикайском месторождении в Забайкалье. В небольших количествах россыпная киноварь добывалась в Приамурье. В XIX веке разрабатывались месторождения Бирксуйского рудного поля (Южная Фергана) и Хпека (Южный Дагестан). В 1887 году вступило в строй Никитовское ртутное месторождение (в Донбассе под Горловкой), где до 1908 года годовое производство варьировалось в пределах 47,3-615,9 тонн, существенная часть ртути шла на экспорт. К XXI веку добыча руды и производство первичной ртути на Никитовском месторождении прекратились.
К XXI веку в России, согласно Государственному балансу запасов полезных ископаемых, есть 24 месторождения ртутных руд низкого качества, в большинстве своём киноварных с запасами не более 2 тыс. тонн ртути. Четыре сравнительно крупных месторождения — Тамватнейское (14 тыс. т), Западнопалянское (10,1 тыс. т), Чаган-Узунское (14 тыс. т), «Звездочка» (3 тыс. т). Единственное российское предприятие по производству ртути находилось в Акташе (Республика Алтай), в 2004 году оно было ликвидировано.
В бывшем СССР наибольшее производство ртути — в Кыргызстане (Хайдаркан — Айдаркен), с десятикратным отставанием за ней следует Таджикистан. Незначительные количества ртути получают попутно с цинком в Казахстане.

## В окружающей среде

Содержание ртути в ледниках(?) за 270 лет

До индустриальной революции осаждение ртути из атмосферы составляло около 4 нанограммов на 1 кубический дециметр льда. Природные источники, такие как вулканы, составляют примерно половину всех выбросов атмосферной ртути. Причиной появления остальной половины является деятельность человека. В ней основную долю составляют выбросы в результате сгорания угля (главным образом в тепловых электростанциях) — 65 %, добыча золота — 11 %, выплавка цветных металлов — 6,8 %, производство цемента — 6,4 %, утилизация мусора — 3 %, производство соды — 3 %, чугуна и стали — 1,4 %, ртути (в основном для батареек) — 1,1 %, остальное — 2 %.
Одно из тяжелейших загрязнений ртутью в истории случилось в японском городе Минамата в 1950-е годы, что привело к более чем трём тысячам жертв, которые либо умерли, либо сильно пострадали от болезни Минамата.

## Изотопы
Природная ртуть состоит из смеси 7 стабильных изотопов: 196Hg (распространённость 0,155 %), 198Hg (10,04 %), 199Hg (16,94 %), 200Hg (23,14 %), 201Hg (13,17 %), 202Hg (29,74 %), 204Hg (6,82 %). Искусственным путём получены радиоактивные изотопы ртути с массовыми числами 171—210. Из них наиболее устойчива ртуть-194 (период полураспада 444 года).
Прочие радиоактивные изотопы имеют период полураспада менее года.

## Получение
Ртуть получают обжигом киновари (сульфида ртути(II)) на воздухе:
{\displaystyle {\ce {HgS + O2 -> Hg + SO2 ^}}}
металлотермическим методом:
{\displaystyle {\ce {HgS + Fe -> FeS + Hg ^}}}
или обжигом киновари с известью:
{\displaystyle {\ce {4HgS + 4CaO -> 4Hg ^ + 3CaS + CaSO4}}}
Метод основан на неустойчивости оксида ртути(II), который при нагревании разлагается. Пары ртути конденсируют и собирают. Этот способ применяли ещё алхимики древности.
Полученная ртуть очень загрязнена. Сначала её фильтрованием через отверстие избавляют от механических примесей, затем мелкими каплями пропускают сквозь колонку, заполненную азотной кислотой, высушивают концентрированной серной кислотой и перегоняют в вакууме.

## Физические свойства

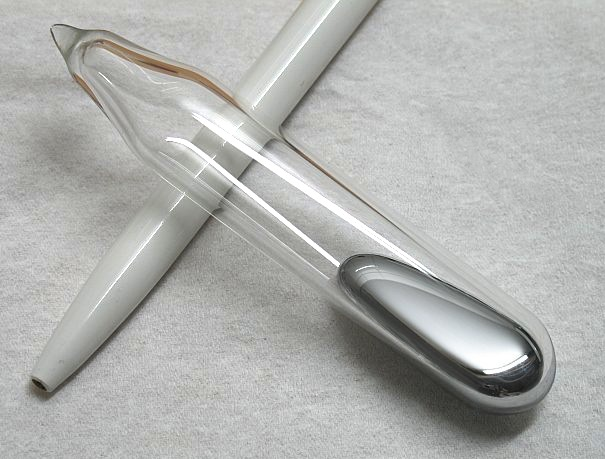
Металлическая ртуть

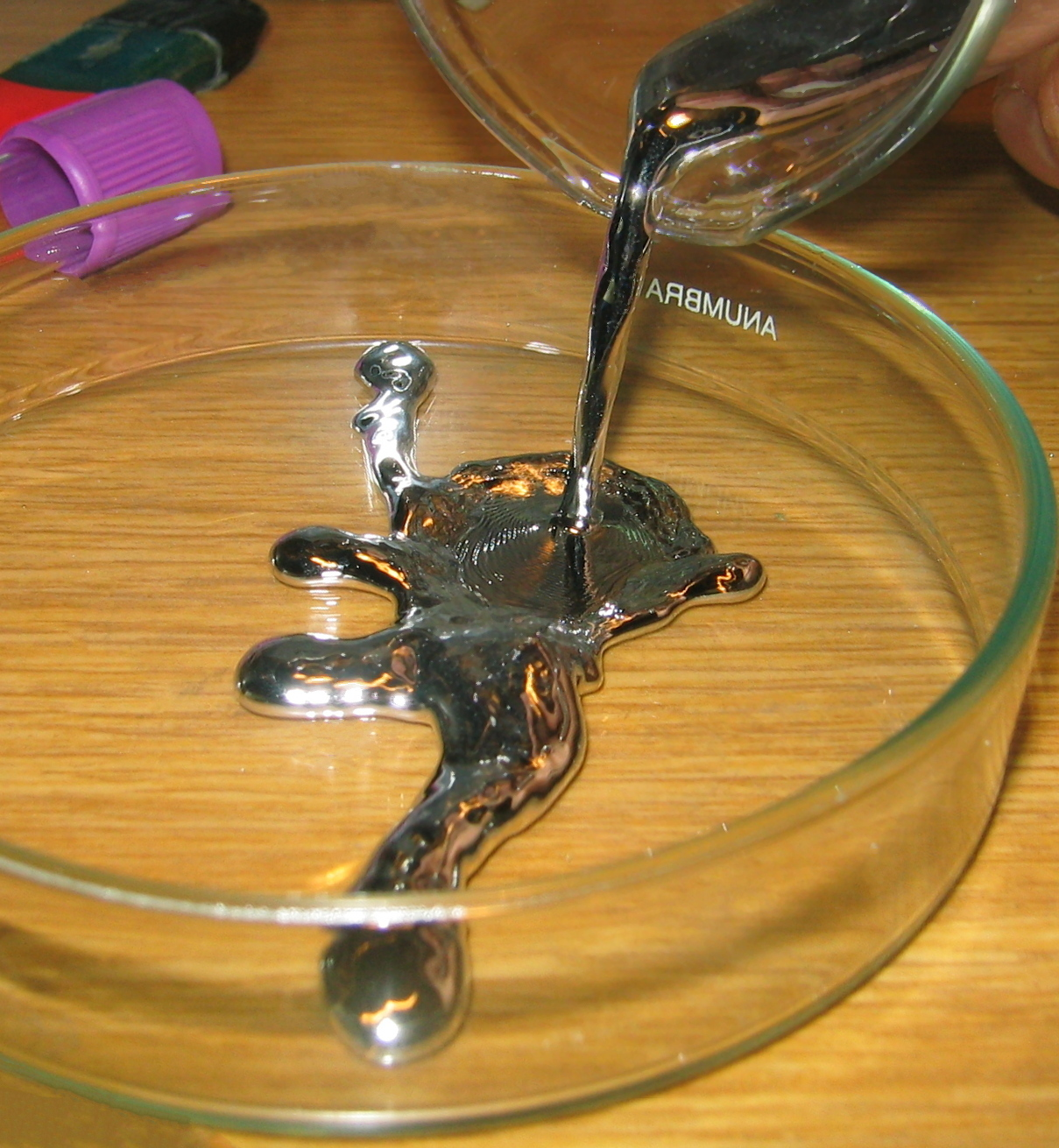
Переливание ртути из сосуда в сосуд

Электронная оболочка атома ртути обладает заполненными электронными подуровнями, последние из которых — 4f14 5d10 6s2. Главное отличие ртути от двух других металлов с аналогичной структурой электронного облака, цинка (3d 4s) и кадмия (4d 5s) — заполненность f-подуровня, находящегося по энергии ниже 6s-подуровня. Орбитали f-электронов имеют сложную форму и большой размер, они плохо экранируют заряд ядра. Поэтому удерживающие силы, действующие на 6s-электроны, относительно велики, и 6s-подуровень намного более стабилен, чем у любых других металлов. Этим обусловлены уникальные физические и химические свойства ртути. Так, ртуть — единственный металл, который находится в жидком состоянии при комнатной температуре. Температура плавления составляет 234,32 K (−38,83 °C), кипит при 629,88 K (356,73 °C), критическая точка — 1750 K (1477 °C), 152 МПа (1500 атм). Обладает свойствами диамагнетика. Образует со многими металлами жидкие и твёрдые сплавы — амальгамы. Стойкие к амальгамированию металлы: V, Fe, Mo, Cs, Nb, Ta, W, Co.
Плотность ртути при нормальных условиях — 13 596 кг/м3.
| t, °С | ρ, г/см3 (103 кг/м3) | t, °С | ρ, г/см3 (103 кг/м3) |
| ----- | -------------------- | ----- | -------------------- |
| 0     | 13,5950              | 50    | 13,4725              |
| 5     | 13,5827              | 55    | 13,4601              |
| 10    | 13,5704              | 60    | 13,4480              |
| 15    | 13,5580              | 65    | 13,4358              |
| 20    | 13,5457              | 70    | 13,4237              |
| 25    | 13,5335              | 75    | 13,4116              |
| 30    | 13,5212              | 80    | 13,3995              |
| 35    | 13,5090              | 90    | 13,3753              |
| 40    | 13,4967              | 100   | 13,3514              |
| 45    | 13,4845              | 300   | 12,875               |

| t, °C | P, мм рт. ст. | t, °C | P, мм рт. ст. | t, °C | P, мм рт. ст. | t, °C | P, мм рт. ст. |
| ----- | ------------- | ----- | ------------- | ----- | ------------- | ----- | ------------- |
| −89   | 10−10         | −42   | 10−6          | 46    | 10−2          | 254   | 100           |
| −79   | 10−9          | −25   | 10−5          | 82    | 10−1          | 357   | 760           |
| −68   | 10−8          | −6    | 10−4          | 125   | 1,0           |       |               |
| −55   | 10−7          | 17    | 10−3          | 202   | 10            |       |               |

Почти все соединения ртути, кроме киновари, в большей или меньшей степени летучи.
Растиранием с жиром получают серую ртутную мазь, длительным встряхиванием — очень мелкие капельки, похожие на чёрный порошок.

## Химические свойства

### Характерные степени окисления
| Степень окисления | Оксид | Гидроксид  | Характер                                    | Примечания                                                                                        |
| ----------------- | ----- | ---------- | ------------------------------------------- | ------------------------------------------------------------------------------------------------- |
| +1                | Hg2O  | ⟨Hg2(OH)2⟩ | Слабоосновный                               | Склонность к диспропорционированию. Гидроксид не получен, существуют только соответствующие соли. |
| +2                | HgO   | ⟨Hg(OH)2⟩  | Очень слабое основание, иногда — амфотерный | Гидроксид существует только в очень разбавленных (<10−4 моль/л) растворах.                        |

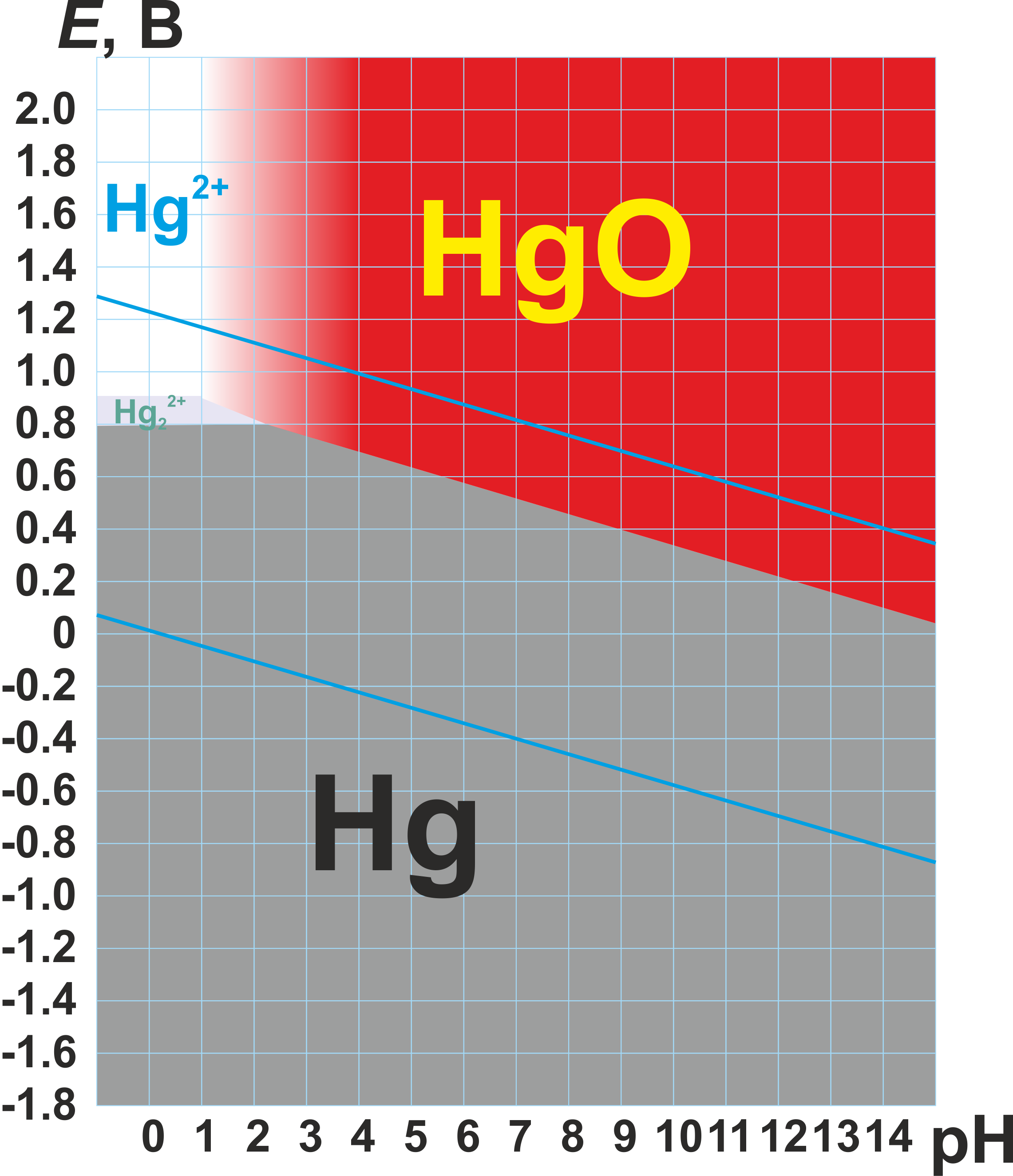
Диаграмма Пурбе системы Hg — HgO

Для ртути характерны две степени окисления: +1 и +2. В степени окисления +1 ртуть представляет собой двухъядерный катион Hg22+ с ковалентной связью металл — металл. Ртуть — один из немногих металлов, способных формировать такие катионы, и у ртути они — самые устойчивые.
В степени окисления +1 ртуть склонна к диспропорционированию. При нагревании, подщелачивании среды общая электронная пара остаётся у одного атома — происходит диспропорционирование:
{\displaystyle {\ce {Hg2^{2+}-> Hg + Hg^{2+}}}}
подщелачивании:
{\displaystyle {\ce {Hg2^{2+}{}+ 2 OH^- -> Hg + HgO + H2O}}}
добавлении лигандов, стабилизирующих степень окисления ртути +2.
Из-за диспропорционирования и гидролиза гидроксид ртути(I) получить не удаётся.
На холоде ртуть +2 и металлическая ртуть, наоборот, конпропорционируют. Поэтому, в частности, при реакции нитрата ртути(II) со ртутью получается нитрат ртути(I):
{\displaystyle {\ce {Hg + Hg(NO3)2 -> Hg2(NO3)2}}}
В степени окисления +2 ртуть образует катионы Hg2+, которые очень легко гидролизуются. При этом гидроксид ртути Hg(OH)2 существует только в очень разбавленных (<10−4 моль/л) растворах. В более концентрированных растворах он дегидратируется:
{\displaystyle {\ce {Hg^{2+}{}+ 2 OH^- -> HgO + H2O}}}
В очень концентрированной щёлочи оксид ртути частично растворяется с образованием гидроксокомплекса:
{\displaystyle {\ce {HgO + OH^- + H2O -> [Hg(OH)3]^-}}}
Ртуть в степени окисления +2 образует уникально прочные комплексы со многими лигандами, причём как жёсткими, так и мягкими по теории ЖМКО. С иодом (−1), серой (−2) и углеродом она образует очень прочные ковалентные связи. По устойчивости связей металл — углерод ртути нет равных среди других металлов, поэтому получено огромное количество ртутьорганических соединений.
Из элементов группы 12 именно у ртути появляется возможность разрушения очень устойчивой электронной оболочки 6d10, что приводит к возможности существования соединений ртути(IV), но они крайне малоустойчивы, поэтому эту степень окисления скорее можно отнести к курьёзной, чем к характерной. В частности, сообщалось, что при взаимодействии атомов ртути и смеси неона и фтора при температуре 4 К получен HgF4. Однако более новые исследования не подтвердили его существование.

### Свойства металлической ртути
Ртуть — малоактивный металл. В сухом воздухе не изменяется.

#### Отношение к простым веществам
При нагревании до 300 °C ртуть вступает в реакцию с кислородом:
{\displaystyle {\ce {2Hg{}+O2->[300~^{\circ }{\text{C}}]2HgO}}}
При этом образуется оксид ртути(II) красного цвета. Эта реакция обратима: при нагревании выше 340 °C оксид разлагается до простых веществ:
{\displaystyle {\ce {2HgO->[>340~^{\circ }{\text{C}}]2Hg{}+O2\uparrow }}}
Реакция разложения оксида ртути исторически является одним из первых способов получения кислорода.
При нагревании ртути с серой образуется сульфид ртути(II):
{\displaystyle {\ce {Hg{}+S->[t~^{\circ }{\text{C}}]HgS}}}
Эта реакция идёт и при комнатной температуре при длительном соприкосновении или растирании веществ в ступке.
С хлором реагирует при комнатной температуре достаточно энергично:
{\displaystyle {\ce {Hg{}+ Cl2 -> HgCl2}}}
Ртуть также реагирует с другими галогенами (причём на холоде — медленно). С йодом в органических средах реагирует весьма активно.
С одноатомным водородом при температуре жидкого азота образуется соединение {\displaystyle {\ce {Hg{}+H->[-190^{\circ }{\text{C}}]HgH}}}, разлагающееся выше −100 °C.
В электрохимическом ряду ртуть стоит близ благородных металлов и вытесняет их из растворов солей. Сама ртуть вытесняется даже медью.

#### Отношение к кислотам
В ряду Бекетова ртуть стоит правее водорода, поэтому она не взаимодействует с кислотами с вытеснением водорода и не растворяется в растворах кислот, не обладающих окислительными свойствами (например, разбавленной серной или соляной), но растворяется в царской водке:
{\displaystyle {\ce {3 Hg + 2 HNO3 + 12 HCl -> 3 H2[HgCl4] + 2 NO ^ + 4 H2O}}}
{\displaystyle {\ce {3Hg{}+2HNO3{}+6HCl->[50{-}70~^{\circ }{\text{C}}]3HgCl2{}+2NO\uparrow +4H2O}}}
При растворении в разбавленной азотной кислоте на холоде образуется нитрат диртути Hg2(NO3)2 и смесь окислов азота:
{\displaystyle {\ce {6 Hg + 8 HNO3 -> 3 Hg2(NO3)2 + 2 NO ^ + 4 H2O}}}
в при растворении в горячей и концентрированной азотной кислоте образуется нитрат ртути(II):
{\displaystyle {\ce {Hg + 4 HNO3 -> Hg(NO3)2 + 2 NO2 ^ + 2 H2O}}}
На холоде ртуть под слоем серной кислоты хранится месяцами, взаимодействует с нею только при нагревании, с образованием сульфата ртути(II):
{\displaystyle {\ce {Hg + 2 H2SO4 -> HgSO4 + SO2 ^ + 2 H2O}}}
При растворении ртути в концентрированной хлорной кислоте образуется растворимый перхлорат.

#### Отношение к щелочам
Со щелочами ртуть не взаимодействует.

#### Окисление ртути
Ртуть можно окислить также щелочным раствором перманганата калия:
{\displaystyle {\ce {Hg + 2 KMnO4 + 3 KOH -> K[Hg(OH)3] + 2 K2MnO4}}}
и различными хлорсодержащими отбеливателями. Эти реакции используют для удаления металлической ртути.

#### Амальгамы
Амальгамы (от греч. «малагма» — мягкое тело, по-русски сортучки, сортутки) — растворы металлов в ртути. На кривых плавкости систем металл-ртуть находят определённые химические соединения. Например, в амальгамах калия найдено 5: {\displaystyle {\ce {KHg, KHg2, K3Hg9, K2Hg9, KHg9}}}, в амальгамах натрия — 6: {\displaystyle {\ce {NaHg4, NaHg2, NaHg, Na3Hg2, Na5Hg2, Na3Hg}}}. Нагревание амальгам натрия и калия оставляет пирофорные кристаллы {\displaystyle {\ce {Na3Hg, K2Hg}}} соответственно. Водой амальгамы натрия и калия разлагаются медленно.
В ртути легко растворяются золото, серебро и медь, что является основанием одного из методов добычи серебра и золота. Также амальгама золота при нагревании испаряет ртуть, оставляя огневую позолоту. Амальгама олова использовалась для изготовления зеркал.
В целом растворимость металлов в ртути при движении вниз по группам периодической системы возрастает. Весьма малорастворимы в ртути железо и никель (0,0007 и 0,00014).

## Применение ртути и её соединений

### В медицине
В связи с высокой токсичностью ртуть почти полностью вытеснена из медицинских препаратов. Её соединения (в частности, мертиолят) иногда используются в очень малых количествах как консервант для вакцин. Сама ртуть сохраняется в ртутных медицинских термометрах (один медицинский термометр содержит до 2 г ртути), однако, на данный момент их промышленное производство и продажи в аптеках и в магазинах медоборудования прекращены, вместо них продаются электронные термометры (в том числе бесконтактные) и безртутные галинстановые (галинстан — тройная эвтектика, легкоплавкий сплав галлия, индия и олова, смачивает стекло, потому в безртутных термометрах есть внутреннее покрытие из оксида циркония, не смачиваемого сплавом. Визуально галинстановый термометр аналогичен ртутному, только требует более длительного встряхивания, из-за более высокой вязкости галинстана по сравнению со ртутью).
Однако вплоть до 1960-х годов соединения ртути использовались в медицине очень активно:
- хлорид ртути(I) (каломель) — слабительное;
- меркузал и промеран — ртутные диуретики;
- хлорид ртути(II), цианид ртути(II), амидохлорид ртути и жёлтый оксид ртути(II) — антисептики (в том числе в составе мазей);
- ртутная мазь — взвесь металлической ртути в мазевой основе, широко использовалась до появления препаратов висмута и антибиотиков при лечении сифилиса и для дезинсекции при вшивости.

При завороте кишок больному вливали в желудок стакан ртути. По мнению древних врачевателей, предлагавших такой метод лечения, ртуть благодаря своей тяжести и подвижности должна была пройти по кишечнику и под своим весом расправить его перекрутившиеся части.

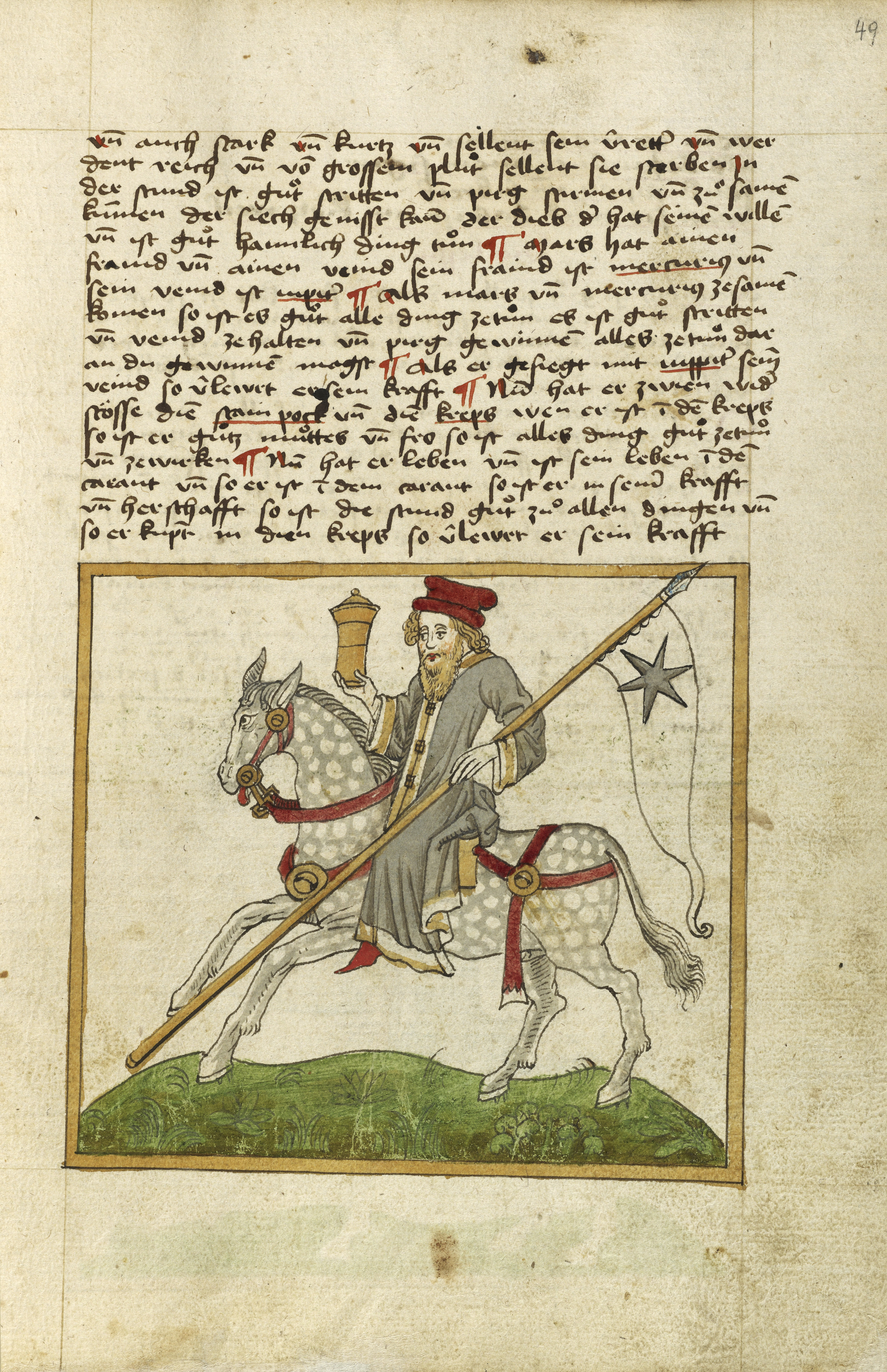
Планета Меркурий (проявление ртути) в виде врача с лекарством. Миниатюра XV века

Препараты ртути применяли с XVI века (в СССР — вплоть до 1963 года, в США — до конца 1970-х годов) для лечения сифилиса. Это было обусловлено тем, что бледная трепонема, вызывающая сифилис, обладает высокой чувствительностью к органическим и неорганическим соединениям, блокирующим сульфгидрильные группы тиоловых ферментов — соединениям ртути, мышьяка, висмута и иода. Однако такое лечение было недостаточно эффективно и весьма токсично для организма больного, приводя к полному выпадению волос и высокому риску развития серьёзных осложнений; причём возможности повышения дозы препаратов ртути или мышьяка при недостаточной противосифилитической активности стандартных доз ограничивались именно токсичностью для организма больного. Также применялись методики общей меркуризации организма, при которой больной помещался в нагревающуюся ёмкость, куда подавались пары ртути. Данная методика, хотя и была относительно эффективна, несла риск смертельного отравления ртутью, что привело к вытеснению её из клинической практики. После начала массового производства пенициллина (бледная трепонема отличается очень низкой устойчивостью к нему) применение соединений ртути и мышьяка (таких как сальварсан) для лечения сифилиса сходило на нет.
Амальгаму серебра применяют в стоматологии в качестве материала зубных пломб. Но после появления светоотверждаемых материалов это применение стало редким.
Радиоактивный изотоп ртуть-203 (T1/2 = 53 с) используется в радиофармакологии.

### В технике
- Ртуть используется как рабочее тело в ртутных термометрах (особенно высокоточных), так как (а) обладает довольно широким диапазоном, в котором находится в жидком состоянии, (б) её коэффициент термического расширения почти не зависит от температуры и (в) обладает сравнительно малой теплоёмкостью. Сплав ртути с таллием используется для низкотемпературных термометров.
- Парами ртути заполняют люминесцентные лампы тлеющего и дугового разряда. В спектре испускания паров ртути много ультрафиолетового света, и, чтобы преобразовать его в видимый, стекло ламп изнутри покрывают люминофором. Без люминофора ртутные лампы являются источником жёсткого ультрафиолета (254 нм), в каковом качестве и используются для обеззараживания помещений. Такие лампы делают из кварцевого стекла, пропускающего ультрафиолет, поэтому они называются кварцевыми.
- Ртутные выпрямители применялись в мощных выпрямительных устройствах, электроприводах, электросварочных аппаратах, тяговых и выпрямительных подстанциях и т. п.[44][нет в источнике] со средней силой тока в сотни ампер и выпрямленным напряжением до 5 кВ. Сейчас они заменены на мощные и высоковольтные полупроводниковые вентили.
- Для выпрямления электрического тока используются также ртутные газотроны
- Ртуть и сплавы на её основе использовались в герметичных выключателях, включающихся при определённом положении.
- Ртуть используется в датчиках положения.
- В некоторых химических источниках тока (например, ртутно-цинковых), в эталонных источниках напряжения (нормальный элемент Вестона).
- Ртуть также иногда применяется в качестве рабочего тела в тяжелонагруженных гидродинамических подшипниках[45].
- Ртуть ранее входила в состав некоторых биоцидных красок для предотвращения обрастания корпуса судов в морской воде. Сейчас запрещается использовать такого типа покрытия.
- Иодид ртути(I) используется как полупроводниковый детектор радиоактивного излучения[46].
- Фульминат ртути(II) («гремучая ртуть») издавна применяется в качестве инициирующего ВВ (детонаторы).
- Бромид ртути(I) применяется при термохимическом разложении воды на водород и кислород (атомно-водородная энергетика).
- Перспективно использование ртути в сплавах с цезием в качестве высокоэффективного рабочего тела в ионных двигателях.
- До середины XX века ртуть широко применялась в барометрах, манометрах и сфигмоманометрах (отсюда традиция измерять давление в миллиметрах ртутного столба). Сейчас чаще применяют анероиды, но ртуть остаётся незаменимой в барометрах и манометрах особо высокой точности (например, на метеорологических станциях).
- Низкое давление насыщенного пара определяет использование ртути в качестве вакуумного материала. Так, ртутные вакуумные насосы были основными источниками вакуума в XIX и начале XX веков.
- Ранее ртуть использовали для золочения поверхностей методом амальгамирования, однако в настоящее время от этого метода отказались из-за токсичности ртути.
- Соединения ртути использовались в шляпном производстве для выделки фетра.

### В металлургии
- Металлическая ртуть применяется для получения целого ряда важнейших сплавов[каких?].
- Ранее различные амальгамы металлов, особенно золота и серебра, широко использовались в ювелирном деле, в производстве зеркал.
- Металлическая ртуть служит катодом для электролитического получения ряда активных металлов, хлора и щелочей. Сейчас вместо ртутных катодов часто используют электролиз с диафрагмой, но доля едкого натра и хлора, получаемых электролизом с ртутным катодом, и ныне составляет около трети.
- Ртуть используется для переработки вторичного алюминия (см. амальгамация).
- Ртуть хорошо смачивает золото, поэтому ей обрабатывают золотоносные глины для выделения из них этого металла. Эта технология распространена, в частности, в Амазонии.

### В химической промышленности
- Соли ртути использовали в качестве катализатора промышленного получения ацетальдегида из ацетилена (реакция Кучерова), однако в настоящее время ацетальдегид получают прямым каталитическим окислением этана или этена.
- Реактив Несслера используется для количественного определения аммиака.
- При производстве хлора и едких щелочей путем электролиза иногда применяется жидкий ртутный катод[47].

### В сельском хозяйстве
Высокотоксичные соединения ртути — каломель, сулему, мертиолят и другие — используют для протравливания семенного зерна и в качестве пестицидов.

## Токсикология ртути
Ртуть и многие её соединения ядовиты. Воздействие ртути — даже в небольших количествах — может вызывать серьёзные проблемы со здоровьем и представляет угрозу для внутриутробного развития плода и развития ребёнка на ранних стадиях жизни. Ртуть может оказывать токсическое воздействие на нервную, пищеварительную и иммунную системы, а также на лёгкие, почки, кожу и глаза. ВОЗ рассматривает ртуть в качестве одного из десяти основных химических веществ или групп химических веществ, представляющих значительную проблему для общественного здравоохранения.
Наиболее ядовиты пары́ и растворимые соединения ртути. Сама металлическая ртуть менее опасна, однако она постепенно испаряется даже при комнатной температуре. Пары могут вызвать тяжёлое отравление, для чего достаточно, например, ртути из одного разбитого медицинского термометра. Ртуть и её соединения (сулема, каломель, киноварь, цианид ртути) поражают нервную систему, печень, почки, желудочно-кишечный тракт, при вдыхании — дыхательные пути (а проникновение ртути в организм чаще происходит именно при вдыхании её паров, не имеющих запаха). По классу опасности ртуть относится к первому классу (чрезвычайно опасное химическое вещество). Опасный загрязнитель окружающей среды, особенно опасны выбросы в воду, поскольку в результате деятельности населяющих дно микроорганизмов происходит образование растворимой в воде и токсичной метилртути, накапливающейся в рыбе. Ртуть — типичный представитель кумулятивных ядов.
Органические соединения ртути (диметилртуть и др.) в целом намного токсичнее, чем неорганические, прежде всего из-за их липофильности и способности более эффективно взаимодействовать с элементами ферментативных систем организма.
В норме общее количество ртути в организме человека массой 70 кг составляет около 6 мг. В большинстве тканей организма её относительное содержание 0,2—0,7 мг/кг, в костях 0,5 мг/кг, в крови 0,008 мг/кг.

### Гигиеническое нормирование концентраций ртути
| Среда  | место                                                         | продолжительность воздействия                                 | концентрация | единицы |
| ------ | ------------------------------------------------------------- | ------------------------------------------------------------- | ------------ | ------- |
| Воздух | в населённых пунктах и в жилых помещениях                     | среднесуточная                                                | 0,0003       | мг/м3   |
| Воздух | воздуха в рабочей зоне                                        | макс. разовая                                                 | 0,01         | мг/м3   |
| Воздух | воздуха в рабочей зоне                                        | среднесменная                                                 | 0,005        | мг/м3   |
| Вода   | сточная, для неорганических соединений в пересчёте на Hg (II) | сточная, для неорганических соединений в пересчёте на Hg (II) | 0,005        | мг/л    |
| Вода   | хозяйственно-питьевого и культурного водопользования          | хозяйственно-питьевого и культурного водопользования          | 0,0005       | мг/л    |
| Вода   | рыбохозяйственных водоёмов                                    | рыбохозяйственных водоёмов                                    | 0,00001      | мг/л    |
| Вода   | морских водоёмов                                              | морских водоёмов                                              | 0,0001       | мг/л    |

### Демеркуризация
Демеркуризацией называется очистка помещений и предметов от загрязнений металлической ртутью и источников ртутных паров. В быту самой частой ситуацией для демеркуризации является ртуть, вылившаяся из разбитого ртутного термометра, что не представляет серьёзной опасности, но требует аккуратности и соблюдения правил безопасности. Необходимо связаться с экстренными службами и выяснить, что делать. Необходимо проветривать помещение. Выбрасывать ртуть в бытовой мусор или сливать в канализацию нельзя. Также нельзя использовать пылесос для сбора ртути — он разобьёт ртуть на мельчайшие капли и ускорит её испарение, таким образом концентрация паров ртути повысится вплоть до опасного уровня.

### Запрет использования содержащей ртуть продукции
С 2020 года международная конвенция, названная в память массового отравления ртутью и подписанная многими странами, запрещает производство, экспорт и импорт нескольких различных видов ртутьсодержащих продуктов, применяемых в быту, в том числе электрических батарей, электрических выключателей и реле, некоторых видов компактных люминесцентных ламп (КЛЛ), люминесцентных ламп с холодным катодом или с внешним электродом, ртутных термометров и приборов измерения давления. Конвенция вводит регулирование использования ртути и ограничивает ряд промышленных процессов и отраслей, в том числе горнодобывающую (особенно непромышленную добычу золота), производство цемента.